# Ницо Потворно
«Ницо Потворно» — музичний проєкт Сергія Гусака, ексвокаліста гуртів «Леді Джанк» і «Husak» та лікаря в житті.

## Історія
У січні 2019 року вийшов дебютний мініальбом проєкту «Револьвер 13», і трохи пізніше, у березні того ж року — другий мініальбом «Політика, любов і п'янство».
У травні 2020 року вийшов однойменний дебютний альбом з дев'яти пісень і кліп на одну з пісень. У вересні — концептуальний мініальбом «Реанімація».
2 липня 2021 року вийшов черговий, п'ятий, альбом виконавця, «Чистий», що складається з п'яти композицій. 10 грудня того ж року виконавець випускає мініальбом «Театр імені Н Потворно», який складається із трьох треків, один з яких за участю співака Паліндром.
Виступав на музичному фестивалі «Atlas United 2024». Того ж року «Ницо Потворно» представив свій перший кліп, який був знятий на пісню «Про минуле, майбутнє і майбутнє» у співпраці з благодійним фондом «Повернись живим». Це другий спільний проєкт «Ницо Потворно» з благодійною організацією: 2023 року артист також випустив пісню «Таймлайн ПЖ» про діяльність фонду.

## Особисте життя
Одружився з українською журналісткою Олександрою Гонтар у липні 2022, хоча в інтерв'ю Радіо Промінь стверджував, що шлюб взяв у серпні.
2024 року Сергій Гусак підписав контракт з Нацгвардією України як отоларинголор.

## Дискографія
- 2019 — «Револьвер 13»
- 2019 — «Політика, любов і п'янство»
- 2020 — «Ницо Потворно»
- 2020 — «Реанімація»
- 2020 — «Київ» (сингл)
- 2021 — «Чистий»
- 2021 — «театр ім Н Потворно»
- 2022 — «Моя слина на тобі» (сингл, feat. Саша Гонтар)
- 2022 — «Русні пізда»
- 2022 — «Піф паф файє» (за участю гурту Джозерс)
- 2022 — «Да!»
- 2023 — «Вибач Наташа»
- 2023 — «А може це я?»
- 2023 — «Єбучий ф'юча»
- 2024 — «Недоречний (акустика)»
- 2024 — «Цифри»
- 2024 — «Аудіоєбологія»